# Restaurationnisme (religion)
Pour les articles homonymes, voir Restaurationnisme.
 (janvier 2023).
Si vous disposez d'ouvrages ou d'articles de référence ou si vous connaissez des sites web de qualité traitant du thème abordé ici, merci de compléter l'article en donnant les références utiles à sa vérifiabilité et en les liant à la section « Notes et références ».
Le restaurationnisme, parfois appelé primitivisme chrétien, est un courant religieux prétendant restaurer le christianisme originel. Cette restauration aurait été rendue nécessaire en raison d'une apostasie généralisée (Grande apostasie, renonciation aux valeurs chrétiennes) des églises chrétiennes établies. Pour certains, elle serait survenue peu de temps après la mort de Jésus-Christ, alors que pour d'autres elle se serait graduellement réalisée entre le IIe siècle (début de la confusion entre Maria Christotokos, Mère du Messie (de l'Oint, du Christ), et Maria Théotokos, Mère de Dieu qui conduisit au développement du culte marial) et le Ve siècle (concile d'Éphèse). Le terme de restaurationnisme (dans son acception religieuse) est surtout employé aux États-Unis (restorationism) et dans les diasporas américaines.
Le terme s'applique en premier lieu au mouvement restaurationniste dont sont issus plusieurs groupes religieux comme les campbellites ou les christadelphes. Il est également utilisé au sujet des pentecôtistes, des adventistes (et sous-confessions), du mormonisme (et des mouvements issus de celui-ci), ainsi que des Témoins de Jéhovah.
Le restaurationnisme proprement dit compterait, en 2020, environ 7 millions de fidèles, petites tendances réunies. Les groupes religieux qu'il a fortement influencés incluent le pentecôtisme (jusqu'à 280 millions d'adeptes), l'adventisme (22 millions de fidèles), l'Église de Jésus-Christ des saints des derniers jours (17 millions de fidèles), les Témoins de Jéhovah (près de 8,7 millions d'adeptes).
Certains groupes restaurationnistes ont été accusés de dérives sectaires.

## Origines
L'idée d'un retour total ou partiel aux sources du christianisme primitif est assez répandue dès la fin du Moyen Âge. 

### Moyen Âge et Réforme protestante
À la fin du Moyen Âge, des dissidents tels que John Wyclif et Jan Hus appelèrent à la restauration d'une forme primitive du christianisme. Après ces précurseurs, la Réforme protestante proclame le principe de « l'Écriture seule » (sola scriptura), et le droit de chacun à lire et à interpréter la Bible. Il en résulte une tendance à simplifier les institutions et les rituels religieux pour se conformer aux indications contenues dans la Bible. En particulier, les branches de la Réforme inspirées par Ulrich Zwingli dès les années 1520 En Suisse, puis par Jean Calvin à partir de 1536 à Genève (d'où notamment les églises réformées, presbytériennes et congrégationnalistes), mettent l'accent, à partir de l'étude des Écritures, sur la « restauration des formes et des modèles bibliques ». Les premiers dirigeants du mouvement de restauration sont issus de ce contexte calviniste / réformé.

### Le piétisme
Au XVIIIe siècle, Philipp Jacob Spener entend remettre en vigueur les réunions de l'Église « ancienne et apostolique » et il prend la défense du sacerdoce universel. Au lieu qu'une seule personne prêche, il suggère que « d'autres personnes ayant reçu des dons et des connaissances parlent aussi et présentent leurs pieuses opinions sur le sujet proposé au jugement des autres, faisant tout cela de manière à éviter le désordre et les querelles ». Il est l'inspirateur du piétisme et par la suite des grands réveils.

### Le Grand Réveil
Au cours du Premier Grand Réveil (1720-1770), , un mouvement se développe parmi les baptistes américains, connu sous le nom de « baptistes séparés ». Deux thèmes de ce mouvement étaient le rejet des croyances et la « liberté dans l'Esprit ». Les baptistes séparés considéraient l'Écriture comme la « règle parfaite » pour l'Église. Cependant, alors qu’ils s'étaient tournés vers la Bible pour trouver un modèle structurel pour l’Église, ils n’allèrent pas jusqu'à définir ce modèle en détail. Le développement des baptistes séparés a contribué à préparer le terrain pour le mouvement de restauration, qui recrutera largement dans les rangs des baptistes séparés.
De manière plus anecdotique, au XVIIIe siècle, l’Écossais John Glas développe une communauté qui vise à établir des pratiques strictement conformes à celles du christianisme primitif. Il conteste notamment la validité de l’organisation des Eglises en unions nationales, rétablit les agapes, un repas festif partagé au moment de la communion mais il recherche aussi, comme le suggèrent les Actes des Apôtres, l’unanimité dans les décisions, quitte à excommunier les dissidents qui refusent le consensus. Il pense que les décisions du premier concile de Jérusalem doivent toujours être respectées et qu’il faut donc s’abstenir de consommer du sang ou de la viande d’animaux étouffés. Cette tentative d’imitation étroite du christianisme primitif sera rejetée par l’Église d'Écosse, ce qui conduira cette communauté à tenter d’exister de façon séparée. Bien qu'elle ait essaimé aux Etats-Unis, cette nouvelle église restera marginale. 

## Grande apostasie
Le restaurationnisme se fonde sur l'idée qu'une grande apostasie aurait eu lieu au sein du christianisme. Les confessions chrétiennes (catholicisme, orthodoxes, protestantisme) se seraient ainsi écartées au cours du temps des principes chrétiens originaux en raison de leurs divisions internes, leurs erreurs d'interprétation ou leurs compromissions avec le monde. Les restaurationnistes affirment que la corruption des principes de l'Évangile était si importante qu'il était impossible de réformer les institutions existantes et qu'il était donc nécessaire qu'ait lieu un rétablissement radical des principes originels. Les mouvements restaurationnistes situent généralement la grande apostasie peu de temps après la mort des Douze Apôtres.
Les chrétiens, quant à eux, soutiennent généralement que la vraie Église fut divinement établie par Jésus et qu'elle ne peut donc jamais disparaître de la terre. Catholiques, orthodoxes et anglicans croient à la continuité de l'Église primitive à travers la succession apostolique. Pour les protestants, les institutions ecclésiastiques sont des réalités humaines et peuvent se tromper ; s'ils reconnaissent qu'il y a eu des temps de corruption et d'apostasie au sein du christianisme, ils croient qu'il est toujours resté des fidèles au véritable message de l'Évangile, ces fidèles constituant l'Église de Dieu, quel que soit l'état des institutions religieuses.

## Mouvements restaurationnistes
Le premier Grand réveil (réveil chrétien, christian revival), en Occident, est anglais (1720-1770, Grande-Bretagne et possessions américaines) : Old and New Lights (en) (Lumières anciennes et nouvelles), Henry Scougal (en) (1650-1678), Jonathan Edwards (théologien) (1703-1758), John Wesley (1703-1791), George Whitefield (1714-1770)...

### Mouvement de restauration américain
Le Mouvement de restauration américain du Second grand réveil (1790-1840) commence surtout avec Barton Warren Stone à Cane Ridge au Kentucky, près de Paris (Kentucky), au Cane Ridge Revival (en) (6 août 1801) . Les croyants se font alors simplement appeler « chrétiens ». Le deuxième événement commence dans l'ouest de la Pennsylvanie et en Virginie-Occidentale), dirigé par Thomas Campbell et son fils, Alexander Campbell.  Les croyants se font alors appeler « disciples du Christ ». 
Personnalités
- James O'Kelly (en) (1735-1826), méthodiste, abolitionniste, fondateur des "Southern Christian Churches"
- Elias Smith (en) (1769-1846)
- Abner Jones (en) (1772-1841), cofondateur des New England Christians
- Barton Warren Stone (1772-1844), pasteur presbytérien, fondateur des Christian Churches in the West
- Thomas Campbell (en) (1777-1844)
- Alexander Campbell (en) (1788-1866)

Églises
Plusieurs églises ont des origines dans ce mouvement, telles que l'Église chrétienne des Disciples du Christ et les Églises du Christ internationales  :
- Springfield Presbytery (en) (1803-1804)
- Christian Connection (en) (1808 ?)
- Christian Association of Washington (en) (1809)
- Brush Run Church (en) (1811)
- Disciples du Christ (mouvement Campbell) (en) (vers 1820, en association avec Redstone Baptist Association puis  Mahoning Baptist Association)
- Chrétiens (mouvement Stone) (en) (vers 1820), Église chrétienne des Disciples du Christ
- Assemblées de Frères (1820) (Plymouth Brethren ou encore Frères de Plymouth), avec scission entre frères étroits et frères larges : Open Brethren (en) (1848), Henry Craik (1805-1866), Exclusive Brethren (en) (1848), John Nelson Darby (1800-1882), George Müller (1805-1898)
- Perfection chrétienne, Mouvement de sanctification d'inspiration méthodiste (Holiness movement, vers 1830), Mouvement pour une vie supérieure (Keswickianisme)
- "Église irvingienne" (1832) (Irvingites (en)), fondée par Edward Irving (1792-1834, pasteur presbytérien écossais), devenue Église catholique apostolique, à l'origine de diverses confessions catholiques apostoliques (en), millénariste, précurseure du pentecôtisme, de la "Mission générale apostolique chrétienne" (1863), de l'		Église néo-apostolique (1878, avec 8,8 millions de membres), l'Église du véritable Jésus (Pékin, 1917)...
- Christadelphianisme, Christadelphes (vers 1850), John Thomas (en) (1805-1871)
- American Missionary Association (1846, AMA), abolitionniste
- Old Bethany Church (en) (1852, édifice)

### Adventisme (1830-)
William Miller (1782-1849), prédicateur baptiste américain, dirige un mouvement protestant de réveil interconfessionnel, d’abord admis par de nombreux méthodistes, entre 1831 et 1844, surnommé millérisme ou "adventisme", annonçant pour 1843-1844 le retour de Jésus-Christ (l'Advent, l'avènement, l'Avent).
Ultérieurement, après la Grande déception (Grand désappointement) de 1844, le message est modifié : 1844 est seulement le début de l'œuvre finale d'expiation de Jésus, la purification dans le sanctuaire céleste, menant à la Seconde Venue (Parousie).
C'est l'origine de plusieurs mouvements adventistes, l'adventisme (1844), notamment de l'Église adventiste du septième jour (1863) : théologie de l'Église adventiste du septième jour.
Personnalités :
- William Miller (1782-1849)
- Joseph Bates (1792-1872)
- James Springer White Elder (1821-1881)
- Nelson Barbour (1824-1905)
- Ellen White (1827-1915), guide spirituelle, revivaliste, prédicatrice, missionnaire, réformatrice, réputée pour ses dons de prophétie : inspiration d'Ellen White
- John N. Andrews (1829-1883)
- Charles Taze Russell (1852-1916), pasteur, millérite, fondateur des Étudiants de la Bible (1881) et de la Watch Tower Bible and Tract Society (1884), étendue au Collège central des Témoins de Jéhovah
- Sakae Kubo (théologien) (1926-)

### Mormonisme (1830-)
L'Église de Jésus-Christ des saints des derniers jours (1830) (ainsi que plusieurs autres mouvements issus du mormonisme) estime que l'apostasie a débuté peu après les persécutions et la mort des Douze Apôtres choisis par le Christ et de nombreux saints. Avec leur disparition, les clés et l'autorité présidente auraient été retirées de la terre. Selon les saints des derniers jours, les apôtres avaient veillé à ce que la doctrine de l'Église soit maintenue. Sans les apôtres et avec le temps, la doctrine s'est corrompue et des changements non autorisés auraient été apportés à l'organisation de l'Église et aux ordonnances de la prêtrise telles que le baptême et le don du Saint-Esprit. Sans révélation continue ni autorité de la prêtrise, les hommes se seraient appuyés sur leur sagesse humaine pour interpréter les Écritures et les principes et ordonnances de Jésus-Christ dans les siècles qui suivirent. En raison de cette apostasie généralisée, des personnes à la recherche de la vérité ont protesté contre les pratiques religieuses du moment, se rendant compte que des points de doctrine de l'Évangile avaient été changés ou perdus. À la suite de leurs efforts, beaucoup d'Églises protestantes ont été organisées. Cette réforme a eu pour résultat une plus grande liberté religieuse, ce qui, selon les saints des derniers jours, aurait préparé la voie au rétablissement final.
Selon la croyance, Dieu et Jésus-Christ seraient apparus à Joseph Smith en 1820 au cours de ce qui est appelée dans cette croyance la Première Vision, à propos de laquelle Joseph Smith rapporte :
«  ...Mon but, en allant interroger le Seigneur, était de savoir laquelle des confessions avait raison, afin de savoir à laquelle je devais me joindre... Il me fut répondu de ne me joindre à aucune, car elles étaient toutes dans l'erreur ; et le Personnage qui me parlait dit que tous leurs credo étaient une abomination à ses yeux ; que ces docteurs étaient tous corrompus ; que : « ils s'approchent de moi des lèvres, mais leur cœur est éloigné de moi ; ils enseignent pour doctrine des commandements d'hommes, ayant une forme de piété, mais ils en nient la puissance. » Il me défendit de nouveau de me joindre à aucune d'elles.. »
— Perle de grand prix, Joseph Smith 1:18-20
Selon la croyance mormone, de nombreuses personnes à cette époque-là croyaient au Christ et essayaient de comprendre et d'enseigner son Évangile, mais elles n'avaient pas la plénitude de la vérité ni l'autorité de la prêtrise pour baptiser et accomplir les autres ordonnances du salut. Selon la doctrine mormone, comme Dieu l'avait fait pour Adam, Noé, Abraham, Moïse et d'autres prophètes, il a appelé Joseph Smith à être le prophète par lequel la plénitude de l'Évangile allait être rétablie sur la terre afin de préparer la Seconde Venue du Christ.
Cet événement aurait inauguré le Rétablissement de l'Église originelle.

### Troisième grand réveil (1850-1910, États-Unis)
Le troisième grand réveil (1850-1910, États-Unis) affecte entre autres le méthodisme, le piétisme, l'étude de la Bible, l'action sociale... Il s'amplifie avant la guerre de Sécession (1861-1865) et accompagne l'ère de la Reconstruction (États-Unis) (1865-1877), le mouvement américain des droits civils (1865-1896) (en), puis l'ère progressiste (1890-1920). Il s'effectue en partie avec les circuit riders (en) (prédicateurs itinérants méthodistes), les prédicateurs paysans baptistes, les réveils des campus étudiants de la côte est, les camp meetings de l'ouest américain, les mouvements volontaires étudiants... aux États-Unis et partout où ils interviennent dans le monde.
- Advent Christian Church (en) (1860), millériste, Advent Christian General Conference (ACGC), avec Jonathan Cummings (1817–1894)
- Église de la Bienheureuse Espérance (en) (1863, Ohio), fondée par Mark Allen, millériste, christadelphe
- Conférence générale de l'Église de Dieu (en) (Church of God of the Abrahamic Faith and the Church of God General Conference (McDonough, Géorgie) (1865)), millériste, avec Benjamin Wilson (1817-1900) (en) et John Thomas (Christadelphian) (en) (1805-1871)
- Armée du salut (1865), avec William Booth (1829-1912)

- Science chrétienne (1879), avec Mary Baker Eddy (1821-1910), Science et santé avec la clef des Écritures (1875)
- Megiddo Church (en) (1880, New York), avec Thomas Low Nichols (1815-1901)
- Watch Tower Bible and Tract Society (1884), étendue au Collège central des Témoins de Jéhovah
- Nouvelle Pensée (1886, Penser Nouveau), avec Emma Curtis Hopkins (1849-1925)
- Student Volunteer Movement (1886, SVM)
- Dernière pluie (1886) (en) (the Latter Rain), Dernière pluie (1948) (en) (New Order of the Latter Rain)
- Église de la science divine (1888) avec Malinda Cramer (en) (1844-1906)
- Église d'unité (1889), avec Charles Fillmore (Unity Church) (en) (1854-1948)
- Hull House (1889), avec Jane Addams (1860-1935) et Ellen Gates Starr (1859-1940)

- Églises du Christ (1890) (revendiquant 3 millions d'adeptes, dont un tiers aux États-Unis), voir Églises chrétiennes et Églises du Christ
- Brotherhood of the Kingdom (en) (1892, Fraternité du Royaume), réputée proche du mouvement Évangile social (social gospel) de Walter Rauschenbusch (1861-1918)
- Mouvement de sanctification (1894) (de perfection chrétienne)
- William Irvine (religieux) (en) (1863-1947), évangélique écossais, Two by Twos (en) (1897), protestante antitrinitaire, épiscopale,
- Edward Cooney (en) (1867-1960), évangélique indépendant irlandais, fondateur d’une église sans nom, Cooneyites (en)

- Gospel Assembly Churches (en) (Églises de l'Assemblée de l'Évangile, 1914), revendiquant 150 à 200 000 fidèles, avec William Sowders (1879-1952)[15]
- Amis de l'Homme (1916), ou "Église du Royaume de Dieu" (1920)
- Science du mental (mouvement) (Science religieuse, 1927), avec Ernest Holmes (1887-1960)
- Église chrétienne millénariste (it) (1928), autour de Gaetano Boccaccio et Frank Tuzza
- Grace Communion International (1933, GCI) ex-Worldwide Church of God (WCG, Église Universelle de Dieu, jusqu’en 2009), évangélique, fondée par Herbert W. Armstrong (en) (1892-1986), Armstrongisme (en), puis dirigée ensuite par Garner Ted Armstrong (en) (1930-2003)

- Église chrétienne des Disciples du Christ (1968), 
  - Églises du Christ internationales
  - Églises chrétiennes et Églises du Christ, congrégations du mouvement de restauration (dit Mouvement Stone-Campbell)
  - Jessie Trout (en) (1895-1990), missionnaire au Japon
  - Liste des universités et collèges affiliés aux églises chrétiennes et aux églises du Christ (en)

- The Brethren (groupe Jim Roberts) (en) (1971-), pasteur évangélique pentecôtiste.
- Maison de Yahweh (en) (1974), autour de Yisrayl Hawkins (1930-)

#### Témoins de Jéhovah (1870-)
Les Témoins de Jéhovah (1870) considèrent que l'apostasie a commencé juste après la mort du dernier apôtre et qu'elle est devenue totale lors du Premier concile de Nicée, quand le symbole de Nicée a été adopté, instituant la doctrine de la Trinité comme principe central de l'orthodoxie chrétienne. Les Témoins de Jéhovah croient que Dieu a restauré le vrai christianisme par leur moyen, lorsque Charles Taze Russell a initié le mouvement des Étudiants de la Bible.
Pour ceux-ci, le rétablissement de la foi originelle pouvait être réalisé par l'interprétation (généralement) littérale de la Bible et un engagement sincère à suivre ses enseignements.

#### Pentecôtisme (1901-)
Le pentecôtisme, constitué en 1901-1906, est considéré comme un mouvement restaurationniste en raison de sa volonté affichée d'un retour à l’église de Pentecôte .

#### Amérique latine

##### Mexique
- La Luz del Mundo (en) (LLDM, Iglesia del Dios Vivo, Columna y Apoyo de la Verdad, La Luz del Mundo), fondée à Guadalajara (Mexique) en 1926, antitrinitaire, hiérarchique, 5 millions d’adeptes revendiqués en 2018, 3 dirigeants connus :
  - Aarón Eusebio Joaquín González (1896–1964),
  - Samuel Joaquín Flores (en) (1937-2014),
  - Naasón Joaquín García (1969-).

#### Asie-Océanie
Ces églises, originaires d'Asie ou d'Océanie, se sont répandues dans les diasporas.

##### Australie
- Jesus Christians (en) (1981, Australie)

##### Chine
- Églises locales chinoises (en) (années 1920)
- World Mission Society Church of God (en) (1964, Corée du Sud)
- Cru (organisation chrétienne) (1951) : Agape, Agapé France, Campus Crusade for Christ, Campus pour Christ, Great Commission Movements, Vida estudiantil, Power to change, Pouvoir de changer…, présente dans 190 pays, revendiquant 25 000 missionnaires, dont  
  - Dora Yu (en) (1873-1931)
  - Witness Lee (en) (1905-1997), prêcheur évangélique chinois
  - Watchman Nee (1903-1972), pasteur évangélique méthodiste chinois
- La guérison du Seigneur (en)
- Nouvelles religions chinoises
- Églises indépendantes chinoises (en)

##### Japon
- Mukyōkai (1901), par Uchimura Kanzō (1861-1930)
- Makuya (en) (1948, par Ikurō Teshima (en) (1910-1973)
- Local Church controversies (en) (années 1962-1974)
- Shinshūkyō, nouvelles religions japonaises
- Églises indépendantes japonaises (en)
- Sakae Kubo (théologien) (1926-)

##### Philippines
- Iglesia ni Cristo (1914) : Felix Manalo (en) (1886-1963),
- Église du royaume de Jésus Christ (en) (1985), fondée par Apollo Quiboloy (en) (1950-).